# Anne-Catherine Gerets
Anne-Catherine Gerets (Antwerpen, 6 juni 1989) is een Belgische interieurstyliste, auteur en tv-presentatrice.

## Carrière
In 2014 startte Gerets de website Clo Clo, een blog over interieur, design en creativiteit. De blog groeide binnen enkele jaren uit tot een van de best bezochte interieurblogs van Vlaanderen. Ook via haar andere social media kanalen – en met uitstek haar Instagramaccount – won ze aan bekendheid. In 2015 richtte Gerets haar eigen creatieve studio op, die ook de naam Clo Clo draagt. Ze specialiseerde zich in interieurstyling, content creation en art direction voor magazines, merken en winkels.
Anne-Catherine Gerets verwierf grotere bekendheid in Vlaanderen dankzij haar eerste boek Insta Interieur. Het boek met als ondertitel De interieurgids voor een instant mooie woning kwam uit in 2017 en werd succesvol in België en Nederland. Één jaar later werd het boek vertaald naar het Duits met de titel Insta Interior - Einfach, schnell und kreativ einrichten.
In 2019 kwam haar tweede boek uit genaamd Into Interieur - Inspireren, organiseren, decoreren. Datzelfde jaar opende ze samen met haar man een winkel gespecialiseerd in meubelen, verlichting en decoratie in Brasschaat, genaamd tillborg. 
Begin 2020 werd Gerets gekozen als nieuw gezicht van het regionale tv-programma Wonen, dat wordt uitgezonden op tv-zenders ATV, TVOOST, ROB-tv en TVL. Voor dit binnenkijkprogramma bezocht Gerets unieke panden en mooie woningen in verschillende stijlen. Na 2 seizoenen stopte ze in 2021 met het presenteren van Wonen wegens zwangerschap. 
In de zomer van 2022 debuteert Gerets op VTM als jurylid in het programma Vakantiehuis for Life. De andere juryleden van dit seizoen zijn Dina Tersago, Marc Coucke en Johny Kaczmarowski. 

## Televisie
| Jaar | Productie             | Rol           |
| ---- | --------------------- | ------------- |
| 2020 | Wonen                 | Presentatrice |
| 2022 | Vakantiehuis for Life | Jurylid       |